# The Insects
The Insects es un supergrupo formado en 2009 por los miembros de Red Hot Chili Peppers Anthony Kiedis, Flea, Chad Smith y Josh Klinghoffer, el guitarrista de los Rolling Stones Ronnie Wood y el teclista Ivan Neville. The Insects actuaron por primera vez en el evento MusiCares MAP Benefit de 2009, que rendía tributo a Kiedis por su compromiso en ayudar a otros adictos a dejar las drogas e iniciar procesos de rehabilitación. En ese primer concierto tocaron canciones de The Faces, Yardbirds y Howlin' Wolf.

## Miembros
- Anthony Kiedis, voz
- Michael "Flea" Balzary, bajo eléctrico
- Chad Smith, batería
- Josh Klinghoffer, guitarra
- Ronnie Wood, guitarra
- Ivan Neville, teclado electrónico